# 室町鐘緒
室町 鐘緒（むろまち かねお、1938年11月4日 - ）は、日本の銀行家。三和銀行頭取、UFJホールディングス代表取締役会長を歴任。現在は、MBSメディアホールディングス取締役や三菱UFJ銀行名誉顧問などを務める。

## 来歴・人物
名古屋市立菊里高等学校を経て名古屋大学経済学部卒業。1961年に三和銀行に入行。名古屋支店、審査部などを経て国際畑に転じ、香港支店、ロスアンジェルス支店に駐在する。さらにロンドン支店長、国際本部長を歴任。
1999年、頭取に就任（就任の経緯については三和銀行の項目を参照のこと）。さくら銀行との合併を模索するなどした後、2000年3月に東海銀行・あさひ銀行との持株会社統合に合意。翌年4月、三和銀行・東海銀行・東洋信託銀行が株式移転によりUFJホールディングスを設立。室町は取締役会長に就任した。
2002年1月に発足するUFJ銀行頭取就任と2002年度の全国銀行協会会長就任が内定していたが、三和銀行としての最後の決算が赤字決算となった責任を取って内定を辞退した。

## 役職
- 社団法人ACジャパン理事
- 財団法人千里国際情報事業財団理事
- 財団法人千里ライフサイエンス振興財団理事
- 大阪中小企業投資育成株式会社監査役
- 財団法人大阪腎臓バンク監事
- 財団法人三菱UFJ環境財団理事長
- 株式会社みどり会社外取締役
- 株式会社MBSメディアホールディングス取締役

## 関連書籍
- 『トップに学べ - 快進撃を演出するリーダー達』 ワニブックス、2002年。ISBN 9784847014130